# Bandera de Cali
La bandera de Santiago de Cali es el principal símbolo oficial de la ciudad de Cali, Valle del Cauca. En 1928 se creó la bandera de Cali  por disposición de Nicolás Ramos Hidalgo. Se hizo oficial el 31 de mayo de 1954. La bandera de la ciudad cuenta con franjas horizontales de color blanco, verde, azul y rojo. En 2016, durante una competición los lugareños se dieron cuenta de que la bandera de Cali era similar a la de Uzbekistán. La única diferencia era, que la uzbeca tiene una media luna y doce estrellas.

## Disposición y significado de los colores

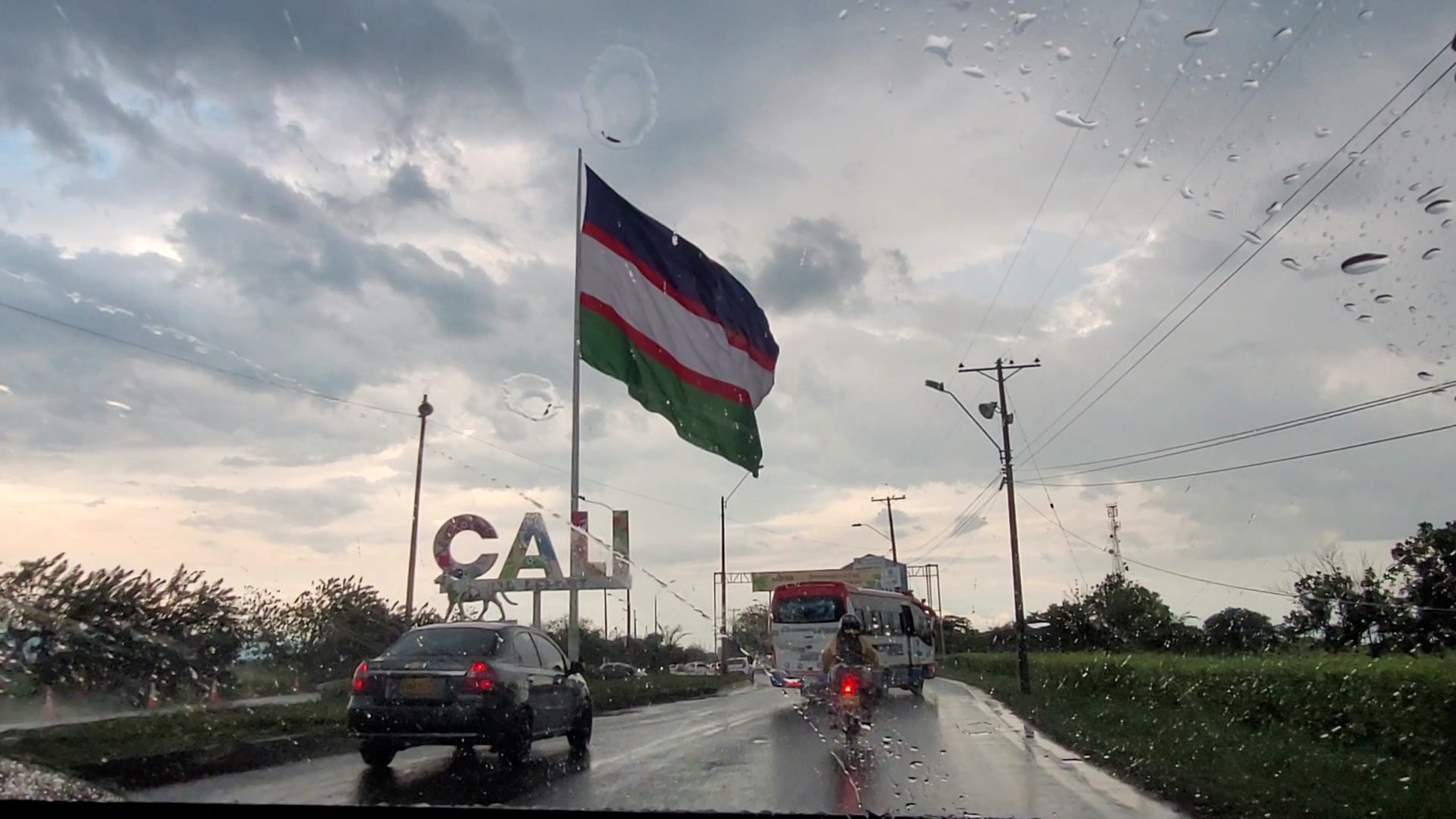
Bandera grande de Cali por la entrada de Jamundí.

Las franjas de color azul, blanco y verde son del mismo tamaño, mientras las franjas rojas miden una tercera parte de las anteriores.
- Azul: Simbolizan los mares y el cielo de la patria.
- Rojo: Representa el amor a Cali y la sangre de los patriotas caleños que dieron la libertad a la ciudad.
- Blanco: Es la pureza del alma de los caleños, y el río que surca la ciudad.
- Verde: Por las praderas y campos que rodean la ciudad.

## Usos
La bandera es izada en distintas edificaciones públicas y privadas. Las instituciones municipales la izan permanentemente. Por disposición del gobierno municipal, el alcalde es la única persona que puede usar el Escudo de Cali en la bandera, también en algunas entradas decoradas de la ciudad se usan banderas grandes. 